# Philosophia perennis
Philosophia perennis (lateinisch Philosophia perennis = „immerwährende bzw. ewige Philosophie“) oder lateinisch Philosophia perennis et universalis ist die Vorstellung, der zufolge sich bestimmte philosophische Einsichten über Zeiten und Kulturen hinweg erhalten (perennieren). Dazu sollen Aussagen – etwa in Form von Prinzipien – zählen, die ewige, unveränderliche und universal gültige Wahrheiten über die Wirklichkeit, speziell den Menschen, die Natur und den Geist (bzw. Gott) ausdrücken. Vertreter der Philosophia perennis halten solche Aussagen prinzipiell für möglich und versuchen teilweise selbst, diese zeitgemäß zu formulieren. Die Grundannahme der Philosophia perennis ist, dass die Wahrheit selbst ewig und unwandelbar ist, da das Gegenteil undenkbar ist: „Wenn es keine (ewige) Wahrheit gibt, ist es (ewig) wahr, dass es keine (ewige) Wahrheit gibt.“ Unterschiede zwischen verschiedenen Richtungen gibt es in der Ansicht, auf welchem Weg man diese Wahrheiten erhalten kann. In der modernen Philosophiegeschichtsschreibung wird der Terminus meist nur noch bei einigen Neuthomisten und christlichen Philosophen verwendet, ist aber sonst vielfach in die Kritik geraten.

## Geschichte
Den Begriff Philosophia perennis prägte der italienische Bischof Augustinus Steuchus, Vertreter eines christlichen Platonismus, mit seinem Buch De perenni philosophia libri X (Lyon, 1540): „So wie es“ einen „Ursprung aller Dinge gibt, so muss es auch immer und bei allen Menschen“ eine „und dieselbe Wissenschaft von diesem Ursprung gegeben haben: Das sagen uns die Vernunft und die Urkunden vieler Völker und Lehren“. Nach Steuco wurde die Philosophie von Gott bereits Adam in vollkommener Gestalt anvertraut und wurde seitdem – nicht ohne Verluste – durch die Jahrhunderte tradiert. Steuco schreibt damit ein typisches Renaissance-Motiv fort, das wir etwa in Marsilio Ficinos Prisca theologia, welche eine Allbeseelung sowie die Einflussnahme des Menschen in das von Gott gelenkte Geschehen lehrte, und bei Giovanni Pico della Mirandola finden.
Die heutige Bedeutung des Begriffes wurde besonders von Leibniz geprägt. Leibniz beklagt die Engstirnigkeit derer, die „Anhänger nur der heutigen Philosophie“ sind: Auch bei den Alten sei unter dem „Schmutz“ oftmals „Gold“ verborgen. Zu allen Zeiten hatten die Völker nach Leibniz eine gewisse Ahnung von den ewigen und universalen Geist- und Naturgesetzen, wie er selbst in seiner Auseinandersetzung mit der chinesischen Philosophie des Konfuzianismus zu zeigen versuchte. Leibniz identifiziert dieses Wissen mit der Natürlichen Theologie im scholastischen Sinne, d. h. den durch die Vernunft erkennbaren Grundlagen des christlichen Glaubens: Gott und die Seelen sind also seine primären Gegenstände. Leibniz verbindet die Renaissance-Idee einer Philosophia perennis mit dem Gedanken eines philosophischen Fortschritts: Wichtig war ihm, den von den Alten schon gewussten Wahrheiten einen zeitgemäßen Ausdruck zu geben.
Als Natürliche Theologie wird die Philosophia perennis auch in der Neuscholastik der katholischen Kirche im späten 19. und 20. Jahrhundert verstanden. Für sie waren die „ewigen Grundwahrheiten“ schon in der Synthese der platonischen und aristotelischen Philosophie, der christlichen Offenbarungslehre sowie der Lehre vom Logos durch Thomas von Aquin vollständig beschrieben.

## Die Philosophia perennis zwischen Philosophie, Religion und Mystik
Für viele christliche Philosophen war und ist die Philosophia perennis aber eher ein allgemeiner thematischer Rahmen. Seit dem 19. Jahrhundert versuchte man des Öfteren auch in der Anthropologie und vergleichenden Religionswissenschaft Gemeinsamkeiten zwischen Kulturen und Religionen zu entdecken und allgemeine Grundannahmen zu rekonstruieren. Nach Hans Meyer (1884–1966) soll die Philosophia perennis durch ein organisches Wachstum in einem gesellschaftlichen und intellektuellen Diskurs entwickelt werden. Für Aldous Huxley ist die Philosophia perennis die „konvergierende religiöse Weisheit aller Kulturen“.
Interesse an esoterischem Wissen in der zweiten Hälfte des 20. Jahrhunderts trug dazu bei, dass einige populäre Autoren Philosophia perennis im Sinne einer irgendwie esoterischen oder mystischen Weisheit verstanden. Vertreter einer Philosophia perennis rezipieren teilweise traditionelle Lehren wie etwa die Emanationslehre. Dies findet sich etwa bei einigen rationalistischen Autoren, darunter auch Leibniz. Zahlreiche moderne philosophische Ausrichtungen und Vorannahmen, etwa in empiristischen Strömungen, scheinen solchen Theorien zu widersprechen. Auch der bloße Versuch, „ewige Wahrheiten“ über die kulturellen und zeitlichen Unterschiede der religiösen und philosophischen Traditionen hinweg zu ermitteln, wird häufig kritisch gesehen. Vertreter der Philosophia perennis wie etwa Johannes Baptist Lotz und Walter Brugger halten u. a. dagegen, dass eine Bestreitung ewiger Wahrheiten zu einem Relativismus oder Subjektivismus führe, was keine plausible Position sein könne.
Der US-amerikanische Autor Ken Wilber hat „die sieben wichtigsten Übereinstimmungen der immerwährenden Philosophie aller Zeiten, der allermeisten Kulturen, spirituellen Lehren, Philosophen und Länder“, folgendermaßen zusammengefasst:
1. Der spirituelle GEIST (Gott, die höchste Wirklichkeit, die absolute Seinsheit, die Quelle, das Eine, Brahman, Dharmakaya, Kether, Dao, Allah, Shiva, Jahweh, Aton, Manitu …) existiert.
2. GEIST muss innen gesucht werden.
3. Die meisten von uns erkennen diesen GEIST nicht, weil sie in einer Welt der Sünde, Trennung und Dualität leben, in einem Zustand der Gefallenheit und Illusion.
4. Es gibt einen Ausweg aus Sünde und Illusion, einen Pfad zur Befreiung.
5. Wenn wir diesem Pfad bis ans Ende folgen, finden wir Wiedergeburt oder Erleuchtung, eine direkte Erfahrung des inneren GEISTES, eine letzte Befreiung.
6. Diese letzte Befreiung bedeutet das Ende von Sünde und Leiden.
7. Sie mündet in mitfühlendes und erbarmendes Handeln für alle Lebewesen.

Der Französische Soziologe Frédéric Lenoir greift in seinem Buch Die Seele der Welt: Von der Weisheit der Religionen die Idee auf und bindet sie in eine Geschichte von sieben Weisen ein, die zum Überleben der Menschheit sieben Grundsätze einer perennialen Philosophie oder Spiritualität zusammentragen.

## Kritik
Die These eines Fortbestehens desselben Gehalts über Zeiten, Paradigmen, Kulturen hinweg wird heute zumeist als hermeneutisch und historisch unhaltbar angesehen. Diese Auffassung war geschichtlich allerdings wirkmächtig und ist insofern – also als ein historisches Konstrukt – für die meisten Historiker ein wohlumgrenzter Forschungsgegenstand. In der Sache wird zumeist problematisch gefunden, dass für einige Befürworter einer Philosophia perennis Kriterien wie Alter und Kohärenz philosophischer Gehalte das Kriterium der Wohlbegründetheit ausstechen. Zudem sind auch bestimmte inhaltliche Vorgaben heute weitgehend unplausibel oder zumindest hoch kontrovers, darunter teleologische Rahmenthesen und die Strukturiertheit der Wirklichkeit an sich in einer Ordnung entsprechend der aristotelischen Metaphysik. Bereits Nicolai Hartmann hatte aus ähnlichen Gründen den Akzent nicht auf Gehalte, sondern Probleme gelegt. Die Wende von neuscholastischen Engführungen zu einer zeitgemäßen Adaption des Problembezugs bringt beispielsweise Gottlieb Söhngen (der Lehrer Joseph Ratzingers und seinerzeit maßgebliche Autorität in der katholischen philosophisch-theologischen Grundlegung) so zum Ausdruck:
„Soll die Rede von einer Philosophia perennis besagen, ein bestimmter ‚Status‘ in der Philosophiegeschichte sei zu verewigen, z. B. die aristotelische Gedankenwelt des Thomas von Aquin, so wird philosophische Arbeit zum Ausgraben an Gräberpyramiden einer Gräberstadt und zu einer Art Grabmalpflege und Ahnengedächtnis. Das Ideal einer Philosophia perennis behält aber seinen rechten Sinn als regulative Idee, nicht als konstitutives Prinzip […]. Dem, der Philosophiegeschichte problemgeschichtlich zu lesen versteht, verbirgt sich in den sich wandelnden Problemstellungen und Problemlösungen nicht ihr dauernder Gehalt; aber dies Bleibende ist ein Ewiges, das sich in einer nie abreißenden geschichtlichen Entwicklung und einer Fülle sich auseinandersetzender und sich begegnender Problem- und Denkergestalten auszeitigt“.